# Thymen Arensman
Thymen Arensman (Deil, 4 de diciembre de 1999) es un ciclista profesional neerlandés que compite con el equipo INEOS Grenadiers.

## Trayectoria
Debutó como profesional en 2018 con el equipo SEG Racing Academy, logrando ese mismo año finalizar tercero en la París-Roubaix sub-23 y segundo en el Tour del Porvenir. En agosto de 2019 se hizo oficial que doce meses después daría el salto a la máxima categoría para correr con el Team Sunweb, haciéndose efectivo el cambio de equipo el 1 de agosto de 2020. En octubre de ese año participó en su primera gran vuelta al ser alineado para competir en la Vuelta a España.
En agosto de 2022 logró su primera victoria en el UCI WorldTour al imponerse en la 6.ª etapa del Tour de Polonia, una contrarreloj de casi 12 kilómetros. Ese mismo año ya había estado cerca de conseguirlo en el Giro de Italia, donde fue segundo en dos etapas. En la carrera que sí triunfó fue en la Vuelta a España, venciendo en la 15.ª etapa con final en Sierra Nevada después de ser el más fuerte de la escapada. Terminó sexto en la clasificación general y días después se anunció su fichaje por el INEOS Grenadiers por dos años.
En junio de 2024 renovó su contrato hasta 2027 después de haber finalizado sexto en dos ediciones consecutivas del Giro de Italia. En 2025 consiguió su primer triunfo desde su llegada al equipo; fue en la cuarta etapa de un Tour de los Alpes que terminó en segunda posición. Ese año acudió al Tour de Francia y logró dos triunfos parciales en etapas de montaña con finales en Luchon-Superbagnères y La Plagne.

## Palmarés
2022
- 1 etapa del Tour de Polonia
- 1 etapa de la Vuelta a España

2025
- 1 etapa del Tour de los Alpes
- 2 etapas del Tour de Francia

## Resultados

### Grandes Vueltas
| Carrera | Carrera         | 2018 | 2019 | 2020 | 2021 | 2022 | 2023 | 2024 | 2025 |
| ------- | --------------- | ---- | ---- | ---- | ---- | ---- | ---- | ---- | ---- |
|         | Giro de Italia  | —    | —    | —    | —    | 18.º | 6.º  | 6.º  | 29.º |
|         | Tour de Francia | —    | —    | —    | —    | —    | —    | —    | 12.º |
|         | Vuelta a España | —    | —    | 41.º | 61.º | 5.º  | Ab.  | Ab.  | —    |

### Vueltas menores
| Carrera | Carrera           | 2018 | 2019 | 2020 | 2021  | 2022 | 2023 | 2024 | 2025 |
| ------- | ----------------- | ---- | ---- | ---- | ----- | ---- | ---- | ---- | ---- |
|         | París-Niza        | —    | —    | —    | —     | —    | —    | —    | 3.º  |
|         | Tirreno-Adriático | —    | —    | —    | —     | 6.º  | 22.º | 6.º  | —    |
|         | Volta a Cataluña  | —    | —    | X    | 101.º | —    | —    | —    | —    |
|         | Tour de Romandía  | —    | —    | X    | 11.º  | —    | —    | 27.º | —    |
|         | Vuelta a Suiza    | —    | —    | X    | 55.º  | Ab.  | —    | —    | —    |
|         | Tour de Polonia   | —    | —    | —    | —     | 2.º  | 49.º | —    |      |

—: no participa
Ab.: abandono
X: no se disputó

## Equipos
- SEG Racing Academy (2018-2020)[15]
- Sunweb/DSM (2020-2022)
  - Team Sunweb (2020)
  - Team DSM (2021-2022)
- INEOS Grenadiers (2023-)